# Joaquín Anselmo María Albareda
Joaquín Anselmo María Albareda e Ramoneda, OSB (16 de fevereiro de 1892 - 19 de julho de 1966) foi um cardeal espanhol da Igreja Católica Romana que serviu como prefeito da Biblioteca do Vaticano de 1936 a 1962, e foi elevado ao cardeal em 1962.

## Biografia
Joaquín Albareda y Ramoneda nasceu em Barcelona para Vicente Albareda e sua esposa María Ramoneda. Entrando na Ordem de São Bento de Santa Maria de Montserrat, em 1904, ele assumiu o nome de Anselmo María sobre a sua profissão em 4 de novembro de 1908. Ordenado ao sacerdócio em 7 de julho de 1915, Albareda, em seguida, manteve-se como um membro da comunidade Montserrat até 1921. Ele promoveu seus estudos de 1921 a 1923, freqüentando o Pontifício Ateneu de Santo Anselmo em Roma e a Faculdade de Paleografia e Arquivos em Roma. Freiburg. Retornando ao Mosteiro de Montserrat, ele serviu como arquivista de 1923 a 1936.
Em 19 de junho de 1936, Albareda foi nomeado Prefeito da Biblioteca Apostólica Vaticana pelo Papa Pio XI. Ele foi feito Abade Titular de Santa Maria de Ripoll em 5 de maio de 1950, recebendo a tradicional bênção abacial do Cardeal Eugène Tisserant em 26 de agosto de 1951. Papa João XXIII criou Albareda Cardeal-diácono de Santo Apolinário nas Termas Neronianas-Alexandrinas no consistório de 19 de março de 1962, data em que Albareda renunciou ao cargo de prefeito.
O Cardeal foi nomeado pelo Papa João como Arcebispo Titular de Gypsaria em 5 de abril de 1962. Recebeu sua consagração episcopal no dia 19 de abril do Papa João, com os cardeais Giuseppe Pizzardo e Benedetto Aloisi Masella servindo como co-consagradores na Arquibasílica de São João de Latrão. Albareda deixou o cargo de arcebispo titular no dia seguinte, em 20 de abril. De 1962 a 1965, participou do Concílio Vaticano II, durante o qual foi um dos cardeais eleitores que participaram do Conclave de 1963 que selecionou o Papa Paulo VI.
O Cardeal morreu em sua terra natal, Barcelona, aos 74 anos. Ele está enterrado no Mosteiro de Montserrat.